# Dentiraja
Dentiraja ist eine Gattung aus der Familie der Echten Rochen (Rajidae). Sie wurde 1940 durch den australischen Ichthyologen Gilbert Percy Whitley als Untergattung von Raja erstbeschrieben. Im Jahr 2002 wurde Dentiraja als Untergattung der Gattung Dipturus zugeordnet. Aufgrund der abweichenden Morphologie der Klaspern wurde Dentiraja 2008 erstmals als eigenständige Gattung angesehen, was später durch DNA-Vergleiche bestätigt wurde. Von Dipturus unterscheidet sich Dentiraja in der geringeren Größe, die kürzere Schnauze und den größeren Abstand zwischen den Nasenöffnungen. Bezüglich ihrer geringen Größe ähneln die Dentiraja-Arten denen der Gattung Okamejei, sie unterscheiden sich von diesen aber im geringeren Abstand zwischen den beiden Rückenflossen und der Kürze des Schwanzabschnitts hinter den Rückenflossen verglichen mit Okamejei, sowie in der Morphologie der Klaspern.

## Arten
Zur Gattung Dentiraja gehören zehn Arten:
- Dentiraja australis (Macleay, 1884)
- Dentiraja cerva (Whitley, 1939)
- Dentiraja confusa (Last, 2008)
- Dentiraja endeavouri (Last, 2008)
- Dentiraja falloargus (Last, 2008)
- Dentiraja flindersi (Last & Gledhill, 2008)
- Dentiraja healdi (Last, White & Pogonoski, 2008)
- Dentiraja lemprieri (Richardson, 1845)
- Dentiraja oculus (Last, 2008)
- Dentiraja polyommata (Ogilby, 1910)

Einer unveröffentlichten molekularbiologischen Studie zufolge müssen einige weitere, bisher noch zu Dipturus gehörende Arten, eigentlich Dentiraja zugeordnet werden.